# Paketreiseveranstalter
Paketreiseveranstalter (oder Paketer; englisch group travel wholesaler) sind in der Reisebranche Großhändler, die touristische Leistungen und Einzelbausteine zu einer kompletten Pauschalreise bündeln.

## Allgemeines
Der Begriff des Paketers stammt vom Paketieren unterschiedlicher Reiseleistungen zu einem Gesamtpaket. Paketer sind Großhändler, die touristische Teilleistungen zu einem kompletten Reise-Arrangement („Pakete“) zusammenfassen. Diese werden zu Nettopreisen den Reiseveranstaltern und selbst-veranstaltenden Reisebüros angeboten und verkauft. Hauptabnehmer sind Busreiseveranstalter, die durch Hinzufügung der eigenen Beförderungsleistung eine Pauschalreise durchführen, und kleinere Veranstalter von Gruppenreisen.

## Tätigkeitsgebiet
Als Großhandel unterhält der Paketer ausschließlich Geschäftsbeziehung zu Unternehmen (Business-to-Business, B2B) und nicht zu Verbrauchern. Als Wiederverkäufer beschafft er touristische Leistungen und Einzelbausteine wie Übernachtungen, Reiseverpflegung, Ausflüge, Besichtigungen, Event-Tickets, Reiseleitungen sowie Reservierungen für Bus-, Fähr-, Flug- und Schiffsreisen. Diese Einzelleistungen werden zu einem Paket zusammengefasst und an Reiseveranstalter weiterverkauft.
Paketer besitzen deshalb eine hohe Einkaufsmacht, die bei Reservierungen zu günstigeren Einkaufspreisen führt als ein kleines Reisebusunternehmen sie erzielen könnte. Paketer nutzen deshalb das Gesetz der Massenproduktion mit der Folge von Skaleneffekten, die über die Fixkostendegression zu niedrigeren Marktpreisen führen.

## Rechtsfragen
Da Paketer keine unmittelbare Geschäftsverbindung zu Reisenden (Verbrauchern) unterhalten, gelten sie nicht als Reiseveranstalter im Sinne des § 651a BGB, so dass auf sie das den Verbraucher schützende Reiserecht nicht anwendbar ist. Zwischen dem Paketer und dem Reiseveranstalter gilt das Recht des Werkvertrages.

## Verband
Im März 1982 entstand der „Verband der Paketreiseveranstalter International e. V.“, einem Verband mit 39 Paketer-Mitgliedern.